# Hortipes wimmertensi
Hortipes wimmertensi là một loài nhện trong họ Corinnidae.
Loài này thuộc chi Hortipes. Hortipes wimmertensi được miêu tả năm 2000 bởi Bosselaers & Rudy Jocqué.